# Revenge is a Dish Best Served Three Times
Revenge is a Dish Best Served Three Times, llamado La venganza es un plato que se sirve tres veces en España y La venganza es un platillo que se sirve tres veces en Hispanoamérica, es un episodio perteneciente a la decimoctava temporada de la serie de televisión de dibujos animados Los Simpson. Se emitió por primera vez el 28 de enero de 2007 en Estados Unidos, el 29 de julio del 2007 en Hispanoamérica y el 27 de julio de 2008 en España. El episodio fue escrito por Joel H. Cohen y dirigido por Michael Polcino. Este episodio incluye tres interpretaciones de historias de venganza: Homero interpreta al Conde de Monte Cristo, Milhouse decide vengarse de los matones y Bart enfrenta el asesinato de sus padres convirtiéndose en superhéroe.

## Sinopsis
Todo comienza cuando, luego de que el auto de los Simpson es golpeado por el Texano Rico, el hambre de venganza de Homero hace que su familia le cuente tres historias de venganza, esperando convencerlo de que vengarse no es una buena idea. 

### El conde de Monte Gordo
Marge cuenta una historia de venganza situada en la Francia del siglo XIX, basada en el libro de Alejandro Dumas El conde de Montecristo. 
La historia comienza cuando Moe Szyslak acaba con el matrimonio de Homero y Marge tendiéndole una trampa a Homer, haciéndolo pasar por un traidor inglés. Cuando Moe se casa con Marge, Homero, en una prisión francesa, jura venganza. Su compañero de celda, el señor Burns, le dice que escape de la cárcel por un túnel que había hecho. Homer va por el túnel, en donde encuentra tesoros, se enriquece y se convierte en el Conde de Monte Cristo. Cinco años después, Homer invita a Moe y a Marge a una fiesta en su mansión, en donde Homer mata a Moe con una máquina de venganza casera. Sin embargo, Marge, enojada, lo rechaza por haber matado a Moe ya que, sin él: ¿quién cuidaría de sus trillizos?.
De vuelta en el presente, Marge le dice a Homer que la venganza lo puede llevar a la miseria, pero descubre que Homer había estado escuchando una estación de radio jamaicana en vez de su historia. Cuando trata de llamarle la atención, Homer toma su bate de béisbol y grita "¡Venganza!". Además, dice que él le había disparado al señor Burns y había culpado a Maggie, aunque esto sólo es una broma de los escritores. 

### La venganza de los desadaptados (Hispanoamérica) / La venganza de los empollones (España)
Basada en la comedia de 1984 Revenge of the Nerds, la historia de Lisa trata sobre la campaña de Milhouse para pelear contra los abusones de la escuela y las consecuencias cuando llegan demasiado lejos. 
Cansados de ser golpeados por Jimbo, Dolph y Kearney, los "nerds" de la escuela planean su venganza. En el laboratorio de ciencias, Martin revela su última creación, El Getbackinator, un arma alucinante de destrucción masiva. Milhouse - el único nerd sin coordinación entre sus manos y sus ojos - usa el arma contra los abusones, pero luego comienza a atacar a cualquiera que alguna vez lo había molestado, incluyendo a Martin (ya que una vez lo había golpeado accidentalmente con un volante), Richard (por ser más popular con las chicas) y Wendell (por darle sus "bastones chinos" en la fila del almuerzo). Milhouse incluso le dispara a un niño que nunca le había hecho nada, diciendo que era para "prevenirse". Milhouse le da a Willie, también, un golpe, el cual le corta la cabeza. Lisa, finalmente, convence a Milhouse para que se detenga y él, reticiente, se deshace del aparato. Nelson, entonces, vuelve a la escuela luego de haber tenido paperas, encuentra el arma y lo usa contra los nerds.
A Homer le gusta la historia, porque tenía lo que le gustaba que tengan las historias: un final. Lisa dice que la moraleja es que la venganza puede hacerlo tan malo como la persona que le había hecho daño. Homer discute y dice que la moraleja es que "nunca debes bajar la guardia".

### Bartman inicia (Hispanoamérica) / Bartman begins (España)
Bart cuenta la historia del origen de Bartman, basado en el origen de Batman, narrado en la película Batman Begins pero basada y ambientada en la película Batman de Tim Burton.
Luego de irse del Teatro de Ópera de Ciudad Gótica/Gotham, Homer y Marge son asesinados por Snake en un callejón oscuro. Homer le dice a Bart que vengue su muerte. Bart decide hacer lo que le había pedido su padre y jura venganza ante Snake, dando nacimiento a su alter ego, el superhéroe Bartman, con la ayuda de su abuelo. Bartman vuela por Ciudad Gótica/Gotham peleando con sus enemigos y estableciendo la justicia. Cuando Serpiente, el alter ego de Snake, trata de robar las "Joyas Robables de Oriente" del Museo de Historia Nacional de Ciudad Gótica/Gotham, llega Bartman, salva las joyas y mata a Serpiente arrojándolo a las fauces de la estatua de una serpiente. Finalmente, una reportera (interpretada por Lisa), le recuerda a Bartman que la muerte de Serpiente no reviviría a sus padres. Bartman está de acuerdo, pero agrega que se siente mejor, ya que había heredado mucho dinero y libertad de sus padres. A diferencia de las dos primeras historias, esta revela que la venganza es satisfactoria; sin embargo, mientras Bart contaba la historia, Homer se había arreglado con el Texano Rico luego de descubrir que los dos son de Connecticut.

### Créditos finales
En el final, aparece un cartel en la pantalla que dice "Dedicado a todos los que murieron en las películas de La Guerra de las Galaxias". La lista incluye a: Darth Vader, Darth Maul, Greedo, Uncle Owen, Storm Trooper #5, Jango Fett, General Grievous (Droid), Storm Trooper #22, Dak, Obi Wan (Ben) Kenobi, "Quien sea que interpretaba Jimmy Smits" (Bail Organa), Jabba the Hutt, Sy Snoodles, "Desafortunadamente, no está Jar-Jar Binks" y "todos los que estaban en ambas Estrellas de la Muerte cuando explotaron".